# Reacció reversible
Una reacció química reversible, incompleta o d'equilibri és una reacció química en què s'arriba a un punt en què, tot i haver-hi reactius no augmenten els productes.
Això no vol dir que la reacció s'hagi aturat: el que succeeix és que els productes es transformen per donar les substàncies inicials i ho fan a la mateixa velocitat que la dels reactius que reaccionen per formar els productes. A ull nu, però, no es poden observar aquests canvis, és per això que sembla que la reacció s'ha aturat.